# Kyle Randall
Kyle Mychal Randall (Youngstown, 10 settembre 1991) è un ex cestista statunitense.

## Palmarès
- Premier Basketball League: 1

Rochester Razorsharks: 2015